# Amédée Guy

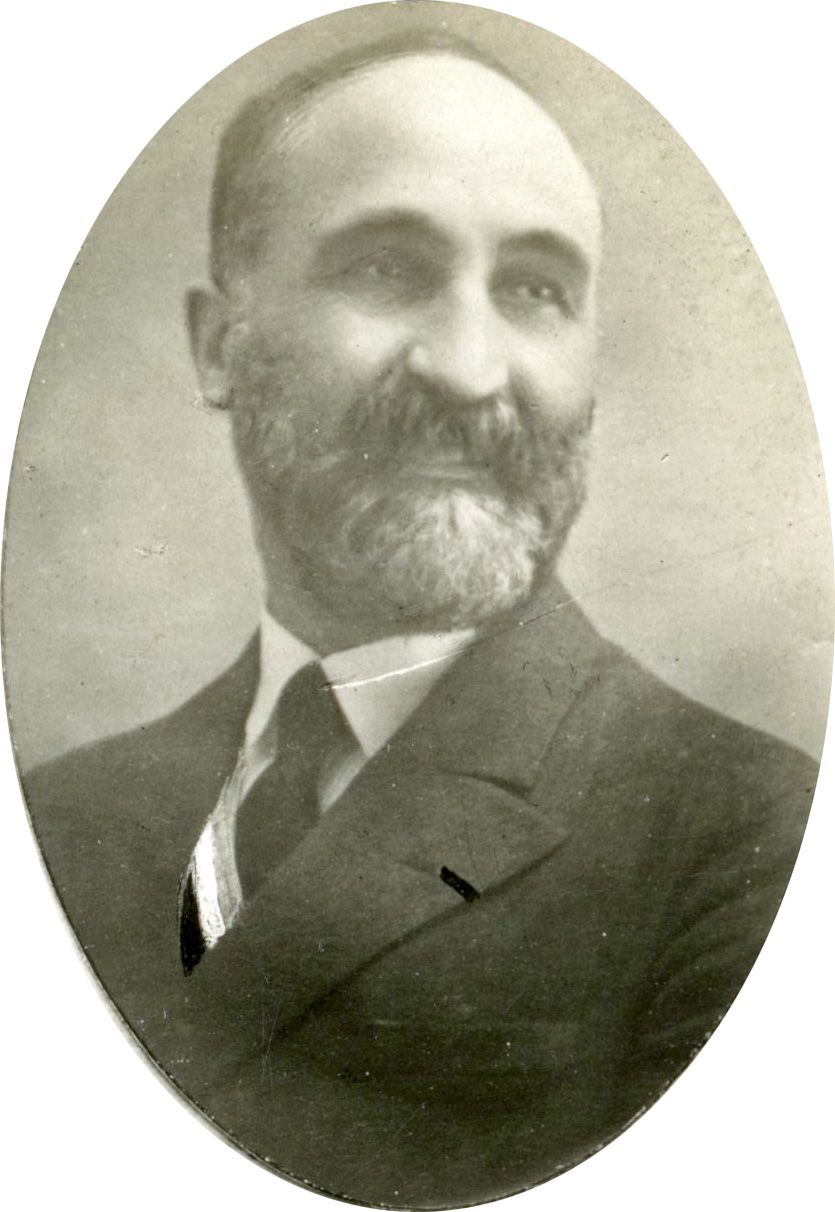
Amédée Guy

Joseph Amédée Guy (geboren am 20. März 1882 in Bonneville (Haute-Savoie); gestorben am 16. November 1957 in Thonon-les-Bains) war ein französischer Arzt, Politiker und Résistant. Er gehörte zu den „quatre-vingts“, also den achtzig Parlamentariern, die am 10. Juli 1940 Philippe Pétain die Zustimmung zu den diktatorischen Vollmachten verweigerten.

## Leben
Amédée Guy stammte aus einer wohlhabenden und bürgerlichen Familie. Sein Vater war Zeichenlehrer und Architekt und fungierte als republikanischer Bürgermeister und Generalrat.
Er besuchte die Sekundarschule in seiner Heimatstadt und absolvierte sein Hochschulstudium (Medizin und Biologie) in Paris. Als Doktor der Medizin interessierte sich Amédée Guy für die Krankheiten der unteren Bevölkerungsschichten: Er arbeitete zunächst an der Hygiene von Säuglingen und verlassenen Kindern, dann an der Tuberkulose. Parallel dazu setzte er seine Lehrtätigkeit fort. In den späten 1920er und frühen 1930er Jahren wurde er nach Spanien, nach Santiago de Compostela, entsandt und kehrte dann nach Frankreich zurück, diesmal an das Krebsinstitut in Villejuif, wo er Leiter der Abteilung für Serologie war.
Die republikanische Tradition seiner Familie und das Elend, das er bei der Ausübung seines Berufs sah, führten ihn zum Sozialismus. Er las Karl Marx und marxistische Autoren. Nach der Vereinigung von 1905 trat er der Section française de l’Internationale ouvrière (SFIO) bei. Während des Ersten Weltkriegs war er als Generalstabsarzt der Infanterie tätig und später für den Nachweis und die Analyse von Erstickungsgasen zuständig. Er wurde für seine Haltung an der Front als Ritter der Ehrenlegion und mit dem Kriegskreuz ausgezeichnet und war 1918 mehr denn je von der Notwendigkeit des Sozialismus überzeugt.
Obwohl er dem linken Flügel der SFIO angehörte, trat er beim Kongress von Tours nicht der kommunistischen Neugründung bei, sondern verblieb in der SFIO. 1932 wurde er bei den Parlamentswahlen und 1935 bei den Wahlen zum Bürgermeister von Bonneville geschlagen. Bei den Parlamentswahlen von 1936 wurde er zum Abgeordneten gewählt. In der Kammer gehört er dem Ausschuss für öffentliche Gesundheit an. Er war auch Berichterstatter für den Gesundheitshaushalt. 1937 erteilten die deutschen Behörden, in diesem Fall Außenminister von Neurath, die Erlaubnis, das Schicksal des inhaftierten Kommunistenführers Ernst Thälmann zu untersuchen: Amédée Guy nahm an dieser Mission teil. 1938 schloss er sich den Befürwortern einer harten Haltung gegenüber Hitler an und beteiligte sich an der sozialistischen Fraktion Agir, der u. a. Pierre Brossolette, Léo Lagrange, Daniel Mayer, Georges Monnet, Jean Pierre-Bloch und Pierre Viénot angehörten. 1940 stimmte er gegen die erweiterten Vollmachten für Marschall Pétain und damit gegen das Ende der Dritten Republik.
Kurz darauf stellte ihn das Vichy-Regime unter Hausarrest, zunächst in Thônes, dann in Cruseilles. Er gilt als „einer der ersten Widerstandskämpfer in der Haute-Savoie gegen die Nazis“. Nach der Invasion der freien Zone im November 1942 wurde er von dem Widerstand nahestehenden Polizisten gewarnt, dass seine Verhaftung unmittelbar bevorstehe. Er versuchte, in die Schweiz zu fliehen, wurde jedoch von der italienischen Polizei vor der Grenze aufgehalten (Haute-Savoie war von Italien besetzt). Er wurde in der Festung von Impéria und später im Lager von Embrun inhaftiert. Im Juli 1943 wurde er nach dem Sturz des faschistischen Regimes freigelassen, doch kurz darauf marschierten deutsche Truppen in Italien ein. Dank des italienischen Widerstands gelang es ihm schließlich, in die Schweiz zu gelangen. Amédée Guy lebte bis zur Befreiung der Haute-Savoie in Genf. Danach kehrte er in sein Heimatdépartement zurück und gehörte dem Départementskomitee für die Befreiung an.
1945 wurde er erneut zum Abgeordneten gewählt und unterlag bei den Parlamentswahlen von 1946. Von der Nationalversammlung wurde er in den Conseil de la République (Rat der Republik) gewählt. Dort leitete er den Ausschuss für öffentliche Gesundheit.  1948 zog sich Amédée Guy im Alter von sechsundsechzig Jahren und als Gegner der Politik der Troisième Force aus dem politischen Leben zurück. Er beteiligte sich an der Association des déportés et internés résistants et patriotes de Haute-Savoie (Vereinigung der deportierten und internierten Widerstandskämpfer und Patrioten von Hochsavoyen) und wurde Kantonsdelegierter der Schule in Lully. Er beendete seine medizinische Karriere mit einer Praxis für biologische Medizin in Thonon, wo er am 16. November 1957 starb.